# 워싱턴가

워싱턴가

워싱턴가(영어: Washington family) 영국계 귀족과 미국계 귀족의 일부였던 영국계 미국인 가족이다. 그것은 식민지 미국에서 두드러졌고, 주로 담배 농사로 돈을 버는 여러 개의 매우 가치 있는 농장들을 소유하면서, 농장주 계급의 일부로서 버지니아 식민지에서 경제적으로 그리고 정치적으로 매우 중요해졌다. 가족 구성원은 미국의 첫 번째 대통령인 조지 워싱턴(1732–1799)과 미국 대법원의 대법관을 지낸 그의 조카인 부시로드 워싱턴 (1762–1829)을 포함한다.
가족의 기원은 12세기 노스이스트 잉글랜드 (스코틀랜드의 11세기 시조로부터)로 거슬러 올라가며, 17세기에 신세계로 이주했다. 존 워싱턴은 1631년 영국 하트퍼드셔의 트링에서 태어나 난파를 당한 후 1657년 버지니아 식민지에 도착했다. 조상의 고향은 워싱턴 타운에 위치한 워싱턴 올드 홀이었다.